# Ciclopalla
La ciclopalla è uno sport di squadra giocato su bicicletta e simile al calcio. La palla, ad eccezione del portiere quando si trova all'interno della propria area di rigore, può essere giocata toccandola solamente con le ruote della bicicletta. Le squadre, a seconda della variante del gioco considerata, sono normalmente composte da due, cinque o sei giocatori per parte. La variante a due o cinque giocatori viene adottata nella ciclopalla indoor, mentre quella a sei giocatori è caratteristica della ciclopalla su prato.
Nato negli Stati Uniti nel 1893, questo sport si è diffuso in Germania agli inizi del XX secolo fino a raggiungere in seguito una certa popolarità in altre nazioni del centro Europa come Austria, Svizzera e Repubblica Ceca.

## Storia
L'invenzione del gioco della ciclopalla viene attribuita al ciclista statunitense, di origini tedesche, Nick Kaufmann. Kaufmann avrebbe avuto l'ispirazione imbattendosi in un cane di piccola taglia mentre era alla guida della bicicletta, scansandolo delicatamente a lato della strada con la ruota anteriore.
Kaufmann ebbe così l'idea di sostituire il cane con una palla, dando vita nel 1893 a Rochester, sua città natia negli Stati Uniti, alla prima partita di ciclopalla.

## Varianti e regolamento

Campo di gioco della ciclopalla a 2

Le varianti che si sono sviluppate inizialmente sono quella con squadre composte ciascuna da due giocatori, che disputano una partita su una pista indoor, e quella con squadre composte da sei giocatori, impegnati in una partita outdoor su campo. Nel corso degli anni 1970 ha visto la luce la versione a cinque giocatori, introdotta in principio per sessioni di allenamento su pista. Un'altra versione utilizzata per gare indoor in Germania tra gli anni 1920 e 1930 era quella a tre giocatori, caduta in disuso in tempi moderni e destinata solamente alla pratica di allenamento.

### Ciclopalla a 2

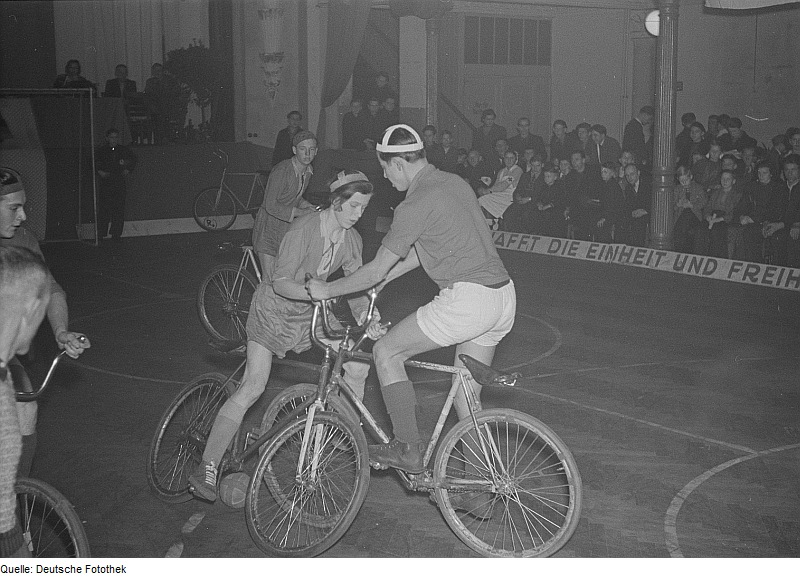
Il giocatore a sinistra commette un fallo toccando il pavimento

Si gioca su un campo 14 × 11 m, con una palla sferica del diametro compreso tra 17-18 cm e peso compreso tra i 500 e i 600 g. La partita è composta da due tempi di sette minuti ciascuno.
La palla può essere mossa verso la porta avversaria toccandola solamente con la bicicletta, mantenendo al contempo le mani sul manubrio e i piedi sui pedali. Qualsiasi azione di ostruzione su un avversario, così come il cadergli addosso, oppure perdere l'equilibrio o toccare il pavimento per altro motivo, o toccare la porta, costituisce un fallo. Un giocatore contro cui è stato assegnato un fallo per potere ritornare in gioco deve dapprima uscire dal campo da dietro la sua porta e quindi rientrare dallo stesso lato. Per i falli più gravi può essere assegnato un calcio di punizione o di rigore (battuto dai 4 metri), se il fallo è avvenuto all'interno dell'area di rigore. 
L'unico giocatore che può toccare la palla con le mani è il portiere quando si trova all'interno della sua area di rigore, tuttavia egli non può lanciare la palla oltre la linea tratteggiata dei 4 metri. Chiunque entra all'interno dell'area di rigore avversaria, senza essere in possesso della palla, commette un fallo; inoltre, solo un giocatore è autorizzato a difendere all'interno della propria area di rigore.

### Ciclopalla a 5
Questa versione prevede cinque giocatori per squadra, uno dei quali viene contrassegnato come portiere, e la possibilità di usufruire di due riserve. La partita è composta da due tempi di quindici minuti ciascuno e si gioca su un campo di pallamano con porte di pallamano. 
Anche in questa variante il portiere resta l'unico giocatore autorizzato a giocare la palla con la mano, sempre all'interno della propria area di rigore. Al massimo tre giocatori di ciascuna squadra possono rimanere nell'area di rigore, compreso il portiere nel caso della squadra impegnata in fase di difesa. I falli vengono sanzionati con un calcio di punizione o con un rigore dai 7 metri. Se un giocatore tocca il pavimento, per potere rientrare in gioco basta che torni indietro a 4 metri dalla palla, senza bisogno di raggiungere il retro della propria porta come invece avviene nella versione a due giocatori.
Il giocatore che subisce una ammonizione (cartellino giallo) esce momentaneamente dal campo di gioco per due minuti. In caso di espulsione (cartellino rosso) o doppia ammonizione il giocatore abbandona definitivamente il campo. I calci di punizione all'interno dell'area di rigore sono indiretti, mentre al di fuori di essa possono essere trasformati direttamente.

## Bicicletta

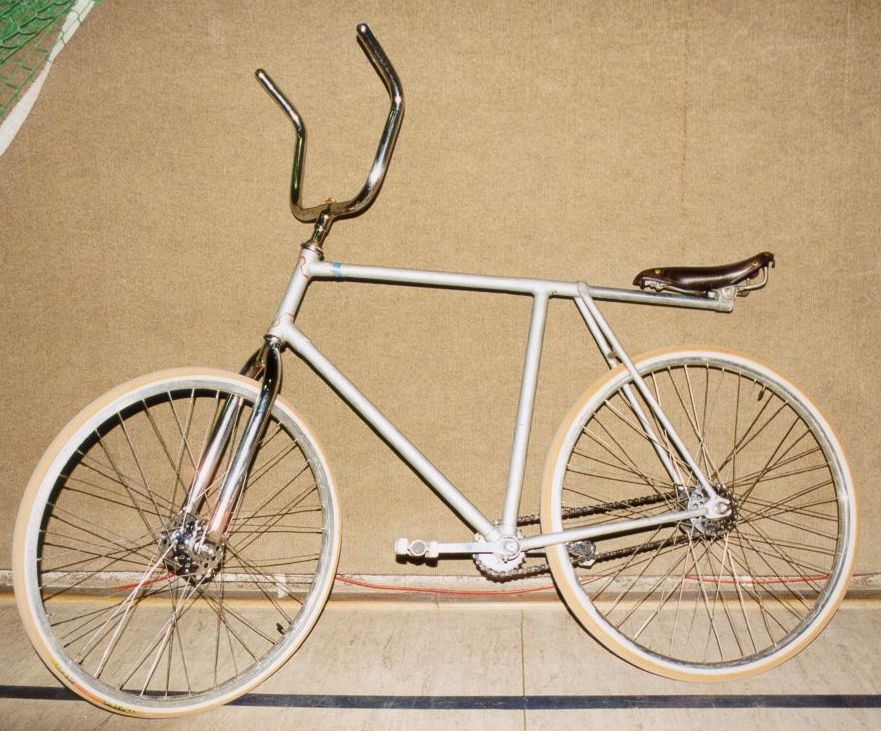
Bicicletta da ciclopalla

La bicicletta utilizzata nelle competizioni ufficiali deve possedere dimensioni e meccanica standard: è a scatto fisso e non munita di freni. L'ampiezza totale dei manubri non deve superare i 380 mm e le estremità non devono porre alcun potenziale rischio di incidenti. La sella, costruita in pelle o plastica, deve avere lunghezza massima di 300 mm e ampiezza massima di 200 mm; essa deve rappresentare un'estensione diretta del tubo superiore del telaio. Il diametro delle ruote anteriori e posteriori, che deve essere uguale, non può superare i 26 pollici né essere inferiore ai 20 pollici. Particolare attenzione viene posta nel mettere in atto tutti gli accorgimenti necessari a garantire la sicurezza durante il gioco.

## Palla

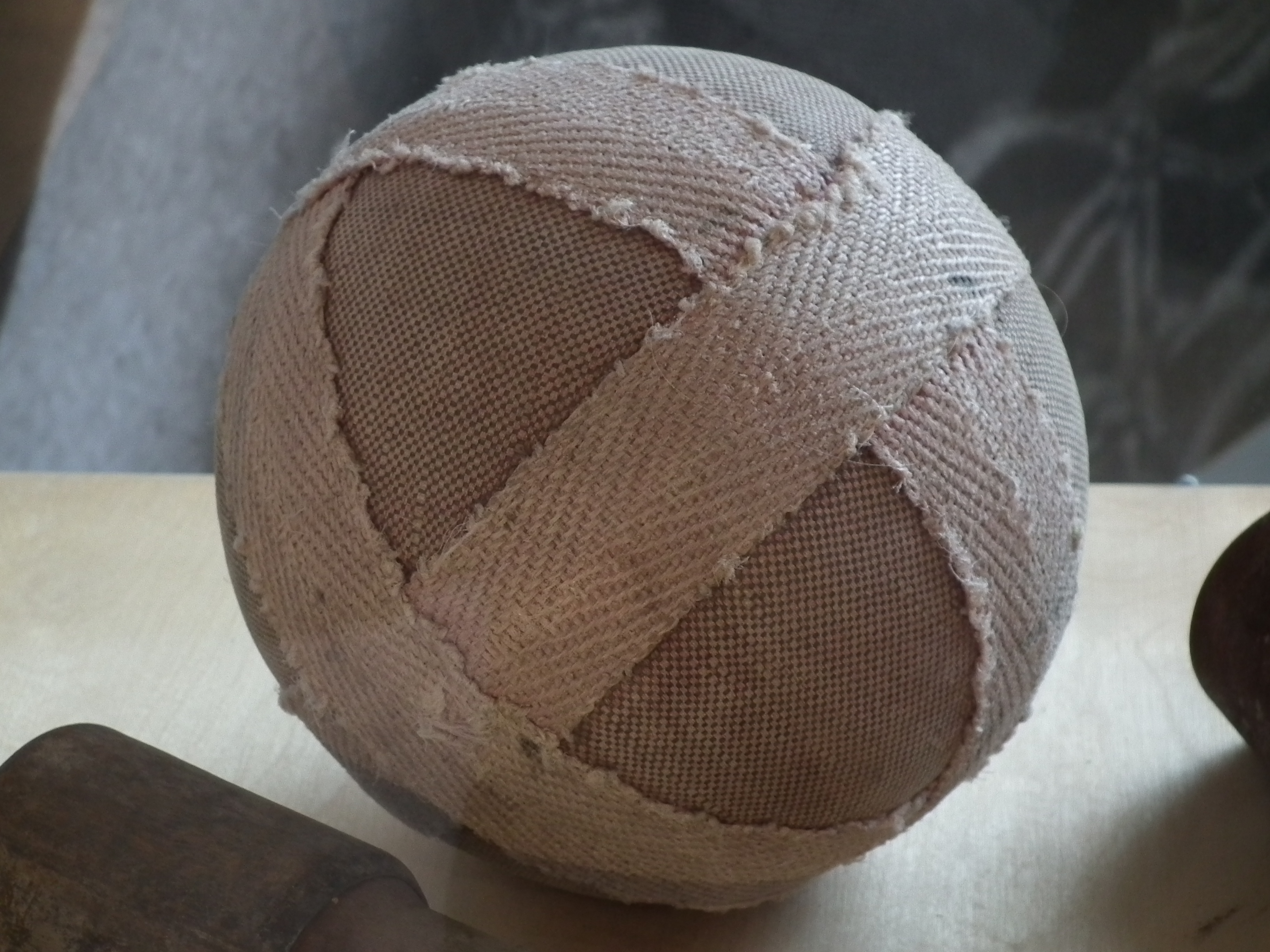
La palla possiede un nucleo compatto e quindi tende a non rimbalzare

La palla è di forma rotonda, con peso compreso tra i 500 e i 600 g, e possiede un nucleo di materiale pressato che quasi non la fa rimbalzare. Questo nucleo è ricoperto da un tessuto leggero e cucito su tre ampie bende tessili che si incrociano.

## Competizioni internazionali
I primi campionati europei si sono svolti nel 1927, mentre la prima edizione dei campionati mondiali ha avuto luogo nel 1930. A partire dal 1956 l'UCI ha unito il ciclismo artistico e la ciclopalla a 2 dando vita ai campionati del mondo di ciclismo indoor. Dal 2002 esiste anche la Coppa del mondo di ciclopalla, disputata con cadenza annuale e destinata a squadre di club.
Una competizione di ciclopalla ha fatto parte dei Giochi mondiali 1989, tenutisi a Karlsruhe, in Germania.